# Abudefduf abdominalis
Az Abudefduf abdominalis a sugarasúszójú halak (Actinopterygii) osztályába, a sügéralakúak (Perciformes) rendjébe és a korállszirtihal-félék családjába tartozó faj.

## Előfordulása
A Csendes-óceánban, a Midway-atoll, Hawaii és Polinézia korállzátonyain él.

## Megjelenése
Testhossza maximum 30 centiméter.